# Liste der Schulen in Gütersloh
Die Liste der Schulen in Gütersloh führt Schulen in der ostwestfälischen Kreisstadt Gütersloh auf.
Die Stadt verfügt über 18 Grundschulen, sieben Förderschulen, eine Waldorfschule, eine Hauptschule, drei Realschulen, zwei Gymnasien, drei Gesamtschulen und vier Berufskollegs.

## Legende
- Name/Koordinaten: Name der Schule sowie Lagekoordinaten. Mit einem Klick auf die Koordinaten lässt sich die Lage der Schule auf verschiedenen Karten anzeigen.
- Namensherkunft: Namensgeber/Herkunft des Namens der Schule
- Jahr: Gründungsjahr
- Schulform: Grundschule, Förderschule, Hauptschule, Realschule, Gymnasium, Gesamtschule, Berufskolleg
- Träger der Schule: Kreis Gütersloh, Stadt Gütersloh, Kuratorium, Service Children’s Education (SCE) oder privat
- Schüler: Anzahl der Schüler im Schuljahr 2012/2013
- Stadtteil: Stadtteil, in dem die Schule liegt

## Liste
| Name Koordinaten                                                           | Namensherkunft                                                     | Jahr | Schulform                                                                                     | Träger                             | Schüler | Stadtteil           | Bild |
| -------------------------------------------------------------------------- | ------------------------------------------------------------------ | ---- | --------------------------------------------------------------------------------------------- | ---------------------------------- | ------- | ------------------- | ---- |
| Altstadtschule 51° 54′ 30,3″ N, 8° 22′ 34,8″ O                             | Altstadt                                                           | 1868 | Grundschule                                                                                   | Stadt                              | 179     | Gütersloh-Kernstadt |      |
| Grundschule Avenwedde-Bahnhof 51° 56′ 13,4″ N, 8° 26′ 37,3″ O              | Avenwedde                                                          |      | Grundschule                                                                                   | Stadt                              | 181     | Avenwedde           |      |
| Grundschule Blankenhagen 51° 55′ 53,1″ N, 8° 21′ 54,8″ O                   | Blankenhagen                                                       |      | Grundschule                                                                                   | Stadt                              |         | Blankenhagen        |      |
| Blücherschule 51° 54′ 54,8″ N, 8° 22′ 42,7″ O                              | Gebhard Leberecht von Blücher                                      |      | Grundschule                                                                                   | Stadt                              | 208     | Nordhorn            |      |
| Edith-Stein-Schule 51° 53′ 34,6″ N, 8° 25′ 54,4″ O                         | Edith Stein                                                        | 1927 | Grundschule                                                                                   | Stadt                              | 113     | Spexard             |      |
| Grundschule Große Heide 51° 56′ 8,4″ N, 8° 28′ 42,3″ O                     |                                                                    | 1971 | Grundschule                                                                                   | Stadt                              | 247     | Friedrichsdorf      |      |
| Grundschule Heidewald 51° 53′ 16,4″ N, 8° 23′ 41,5″ O                      |                                                                    |      | Grundschule                                                                                   | Stadt                              | 290     | Sundern             |      |
| Grundschule Isselhorst 51° 56′ 55,5″ N, 8° 24′ 11,2″ O                     | Isselhorst                                                         | 1968 | Grundschule                                                                                   | Stadt                              | 256     | Isselhorst          |      |
| Josefschule 51° 56′ 55,5″ N, 8° 24′ 11,2″ O                                | Josef                                                              |      | Grundschule                                                                                   | Stadt                              | 178     | Spexard             |      |
| Kapellenschule 51° 54′ 44,9″ N, 8° 26′ 11,1″ O                             | Herz-Jesu-Kirche                                                   | 1913 | Grundschule                                                                                   | Stadt                              | 222     | Avenwedde           |      |
| Grundschule Kattenstroth 51° 53′ 49,3″ N, 8° 21′ 56,6″ O                   | Kattenstroth                                                       |      | Grundschule                                                                                   | Stadt                              | 160     | Kattenstroth        |      |
| Grundschule Neißeweg 51° 55′ 44,9″ N, 8° 23′ 15,5″ O                       |                                                                    | 1969 | Grundschule                                                                                   | Stadt                              | 199     | Blankenhagen        |      |
| Europaschule Nordhorn 51° 54′ 50″ N, 8° 24′ 42,8″ O                        | Nordhorn                                                           | 1987 | Grundschule                                                                                   | Stadt                              | 302     | Nordhorn            |      |
| Overbergschule 51° 53′ 56,5″ N, 8° 22′ 39,5″ O                             | Bernhard Heinrich Overberg                                         | 1897 | Grundschule (katholische Bekenntnisschule)                                                    | Stadt                              | 246     | Kattenstroth        |      |
| Paul-Gerhard-Schule 51° 53′ 24″ N, 8° 22′ 19,8″ O                          | Paul Gerhard                                                       |      | Grundschule                                                                                   | Stadt                              | 285     | Kattenstroth        |      |
| Grundschule Pavenstädt 51° 54′ 29″ N, 8° 20′ 54,7″ O                       | Pavenstädt                                                         |      | Grundschule                                                                                   | Stadt                              | 238     | Pavenstädt          |      |
| Grundschule Sundern 51° 54′ 13,1″ N, 8° 24′ 1,8″ O                         | Sundern                                                            | 1968 | Grundschule                                                                                   | Stadt                              | 197     | Sundern             |      |
| Blankenhagen Primary School 51° 56′ 6″ N, 8° 21′ 57,6″ O                   | Blankenhagen                                                       | 1977 | Grundschule (Primary School)                                                                  | Service Children’s Education (SCE) | 300     | Blankenhagen        |      |
| Haig School 51° 53′ 53″ N, 8° 24′ 53,3″ O                                  | Earl Haig                                                          | 1960 | Grundschule (Primary School)                                                                  | Service Children’s Education (SCE) | 550     | Sundern             |      |
| Hermann-Hesse-Schule 51° 53′ 54,4″ N, 8° 22′ 42,1″ O                       | Hermann Hesse                                                      | 2012 | Förderschule, Förderschwerpunkt emotionale und soziale Entwicklung – Sek I                    | Stadt                              | 79      | Kattenstroth        |      |
| Hundertwasserschule 51° 54′ 23,8″ N, 8° 23′ 35,6″ O                        | Friedensreich Hundertwasser                                        | 2007 | Förderschule, Förderschwerpunkt emotionale und soziale Entwicklung – Primarbereich            | Stadt                              | 59      | Sundern             |      |
| Michaelis-Schule 51° 53′ 18,7″ N, 8° 21′ 47,2″ O                           | Michaelistag                                                       | 1975 | Förderschule, Förderschwerpunkt geistige Entwicklung                                          | Kreis                              | 160     | Kattenstroth        |      |
| Schule im FiLB 51° 52′ 59,7″ N, 8° 21′ 27,2″ O                             | Förderzentrum zur individuellen Lebensgestaltung und Berufsbildung |      | Förderschule, Förderschwerpunkt geistige Entwicklung im Bereich der Berufspraxisstufe, Sek II | Kreis                              |         | Kattenstroth        |      |
| Regenbogenschule 51° 54′ 44,1″ N, 8° 22′ 30,5″ O                           | Regenbogen                                                         | 1981 | Förderschule, Förderschwerpunkt Sprache                                                       | Kreis                              | 140     | Gütersloh-Kernstadt |      |
| Schule an der Dalke 51° 54′ 7,4″ N, 8° 24′ 38,5″ O                         | Dalke                                                              | 2012 | Förderschule, Förderschwerpunkte Lernen sowie emotionale und soziale Entwicklung              | Kreis                              | 160     | Sundern             |      |
| Freie Waldorfschule Gütersloh 51° 56′ 12,1″ N, 8° 29′ 4,2″ O               | Waldorfpädagogik                                                   |      | Waldorfschule                                                                                 | privat                             | 388     | Friedrichsdorf      |      |
| Hauptschule Ost 51° 54′ 4″ N, 8° 24′ 23″ O                                 |                                                                    |      | Hauptschule                                                                                   | Stadt                              | 343     | Sundern             |      |
| Elly-Heuss-Knapp-Schule 51° 54′ 32,6″ N, 8° 22′ 33,5″ O                    | Elly Heuss-Knapp                                                   | 1951 | Realschule                                                                                    | Stadt                              | 557     | Gütersloh-Kernstadt |      |
| Freiherr-vom-Stein-Schule 51° 55′ 39,5″ N, 8° 23′ 10,6″ O                  | Freiherr vom Stein                                                 |      | Realschule                                                                                    | Stadt                              | 440     | Blankenhagen        |      |
| Geschwister-Scholl-Schule 51° 54′ 4″ N, 8° 24′ 23″ O                       | Geschwister Scholl                                                 | 1966 | Realschule                                                                                    | Stadt                              | 980     | Sundern             |      |
| Evangelisch Stiftisches Gymnasium 51° 54′ 20,2″ N, 8° 22′ 23,8″ O          |                                                                    | 1851 | Gymnasium                                                                                     | Kuratorium                         | 1156    | Gütersloh-Kernstadt |      |
| Städtisches Gymnasium Gütersloh 51° 54′ 20,2″ N, 8° 22′ 23,8″ O            |                                                                    | 1887 | Gymnasium                                                                                     | Stadt                              | 1680    | Gütersloh-Kernstadt |      |
| Anne-Frank-Gesamtschule 51° 54′ 27,7″ N, 8° 21′ 42,1″ O                    | Anne Frank                                                         | 1985 | Gesamtschule                                                                                  | Stadt                              | 1278    | Pavenstädt          |      |
| Janusz-Korczak-Gesamtschule 51° 53′ 3,1″ N, 8° 22′ 1,2″ O                  | Janusz Korczak                                                     | 1998 | Gesamtschule                                                                                  | Stadt                              | 1339    | Kattenstroth        |      |
| 3. Gesamtschule 51° 55′ 38,1″ N, 8° 23′ 30,5″ O                            |                                                                    | 2018 | Gesamtschule                                                                                  | Stadt                              |         | Blankenhagen        |      |
| Carl-Miele-Berufskolleg 51° 54′ 11,9″ N, 8° 22′ 7,3″ O                     | Carl Miele                                                         | 1898 | Berufskolleg                                                                                  | Kreis                              |         | Pavenstädt          |      |
| Reinhard-Mohn-Berufskolleg 51° 54′ 6,5″ N, 8° 21′ 59,4″ O                  | Reinhard Mohn                                                      | 1900 | Berufskolleg                                                                                  | Kreis                              | 1616    | Pavenstädt          |      |
| Berufskolleg der Bertelsmann SE & Co. KGaA 51° 54′ 33,1″ N, 8° 25′ 15,6″ O |                                                                    | 1962 | Berufskolleg                                                                                  | privat (Bertelsmann)               |         | Avenwedde           |      |
| Kolping-Berufskolleg Gütersloh 51° 54′ 33,1″ N, 8° 25′ 15,6″ O             | Adolph Kolping                                                     |      | Berufskolleg                                                                                  | privat (Kolpingwerk)               |         | Spexard             |      |
| King’s School 51° 53′ 53″ N, 8° 24′ 53,3″ O                                | König von Großbritannien                                           | 1960 | Secondary School                                                                              | Service Children’s Education (SCE) | 750     | Sundern             |      |

- Karte mit allen Koordinaten:
- OSM |
- WikiMap